# Girl Happy (filme)
Girl Happy (no Brasil, Louco Por Garotas), é um filme de comédia romântica de 1965, dirigido por Boris Sagal e protagonizado por Elvis Presley.

## Sinopse
Um cantor de uma banda, Rusty Wells (Elvis Presley), tem a missão de ficar de olho em Valerie (Shelley Fabares), única filha de Big Frank (Harold Stone), um vigarista e dono de uma boate em Chicago, para mantê-la fora de confusões durante suas férias em Fort Lauderdale.

## Elenco
- Elvis Presley: Rusty Wells
- Shelley Fabares: Valerie Frank
- Harold Stone:  Big Frank
- Gary Crosby: Andy
- Joby Baker:  Wilbur
- Jimmy Hawkins:  Doc
- Nita Talbot: Sunny Daze
- Mary Ann Mobley: Deena Shepherd
- Fabrizio Mioni: Romano Orlada
- Jackie Coogan: Sargento Benson
- John Fiedler: Sr. Penchill
- Chris Noel: Betsy

## Informações
Este que é o décimo oitavo filme de Elvis, foi um grande sucesso nas bilheterias, rendendo 3 milhões de dólares. Ficou em quarto lugar no Laurel Award na categoria de "Melhor Musical de 1965". A canção "Puppet on a String", ficou em #1 na Top 40 Billboard, em #14 na Billboard Hot 100, em #3 na Adult Contemporary chart e no Canadá, a canção foi certificada como disco de Ouro pelo RIAA.
Mesmo a MGM indicando através dos subtítulos que o filme seria ambientado a maior parte do tempo na praia, Elvis não aparece sem calças em nenhuma das cenas, mesmo ambientadas nas piscinas e nas praias da Flórida.

## Outros lançamentos
O filme foi lançado em vídeo cassete somente em 1988 e relançado também em VHS em 1997. No vídeo de 1997, a canção "Startin' Tonight" foi cortada. Ela foi incluída novamente no DVD que foi lançado em 2007.